# Никита (телесериал)
«Никита́» (англ. Nikita) — американский телевизионный сериал 2010 года, выходящий на американском телеканале The CW. Он основан на французском фильме «Никита», его ремейке «Возврата нет», а также на сериале «Её звали Никита». 9 мая 2013 года, несмотря на низкие рейтинги, канал продлил сериал на укороченный, финальный четвёртый сезон.

## Сюжет
Когда Никита была крайне проблемным тинейджером, от смерти её спасло секретное агентство США, известное как Подразделение, которое подстроило её казнь и убедило, что ей дали второй шанс начать новую жизнь и возможность послужить своей стране. Однако ей не сказали, что её тренировали как шпионку и убийцу. В конце концов Никиту предали и все её мечты были разрушены людьми, которым, как она думала, можно было доверять. И она решила их уничтожить, а в процессе исправить как можно больше ошибок, сделанных ею по принуждению Отдела.

## В ролях
| Актёр          | Персонаж                         | Сезоны              | Сезоны              | Сезоны              | Сезоны              |
| Актёр          | Персонаж                         | 1                   | 2                   | 3                   | 4                   |
| -------------- | -------------------------------- | ------------------- | ------------------- | ------------------- | ------------------- |
| Мэгги Кью      | Никита Мирс                      | Главная роль        | Главная роль        | Главная роль        | Главная роль        |
| Шейн Уэст      | Майкл Бишоп                      | Главная роль        | Главная роль        | Главная роль        | Главная роль        |
| Линдси Фонсека | Александра «Алекс» Удинова       | Главная роль        | Главная роль        | Главная роль        | Главная роль        |
| Аарон Стэнфорд | Сеймур Биркофф (Лайонелл Пеллер) | Главная роль        | Главная роль        | Главная роль        | Главная роль        |
| Мелинда Кларк  | Хелен «Аманда» Коллинс           | Главная роль[2]     | Главная роль[2]     | Главная роль[2]     | Главная роль[2]     |
| Ксандер Беркли | Персиваль «Перси» Роуз           | Главная роль        | Главная роль        |                     |                     |
| Эштон Холмс    | Том                              | Гл. роль[1]         |                     |                     |                     |
| Тиффани Хайнс  | Джейден                          | Гл. роль[1]         |                     |                     |                     |
| Диллон Кейси   | Шон Пирс                         |                     | Главная роль[3]     | Главная роль[3]     |                     |
| Ной Бин        | Райан Флетчер                    | Второстепенная роль | Второстепенная роль | Главная роль        | Главная роль        |
| Девон Сава     | Оуэн Эллиот                      | Второстепенная роль | Второстепенная роль | Главная роль[2]     | Главная роль[2]     |
| Линди Гринвуд  | Соня                             |                     | Второстепенная роль | Второстепенная роль | Второстепенная роль |

Примечания
1↑  Эштон Холмс и Тиффани Хайнс играли второстепенных персонажей в пилотном эпизоде и были повышены до основного состава во втором эпизоде.
2↑  Мелинда Кларк и Девон Сава не были указаны в титрах как основные персонажи в первых трёх эпизодах третьего сезона.
3↑  Диллон Кейси имел статус второстепенного героя в первых семи эпизодах второго сезона и был повышен до основного состава в восьмом эпизоде.

## Список эпизодов
| Сезон | Сезон | Эпизоды | Оригинальная дата показа | Оригинальная дата показа |
| Сезон | Сезон | Эпизоды | Премьера сезона          | Финал сезона             |
| ----- | ----- | ------- | ------------------------ | ------------------------ |
|       | 1     | 22      | 9 сентября 2010          | 12 мая 2011              |
|       | 2     | 23      | 23 сентября 2011         | 18 мая 2012              |
|       | 3     | 22      | 19 октября 2012          | 17 мая 2013              |
|       | 4     | 6       | 22 ноября 2013           | 27 декабря 2013          |

## Прием критиков
По состоянию на 9 июля 2010 года, «Metacritic» сообщает что большинство обзоров пилота положительные и шоу «имеет потенциал» в своей категории. Критики высоко оценивают игру Мэгги Кью в сериале, крепкий сюжет в эпизодах и последовательность сюжета, но отмечают, что сериал лишен юмористической составляющей.

## Рейтинги
Пилотную серию сериала посмотрело 3,57 млн зрителей, тем самым сериал стал самым популярным проектом The CW в сезоне 2010–11 на тот момент.